# Client lleuger

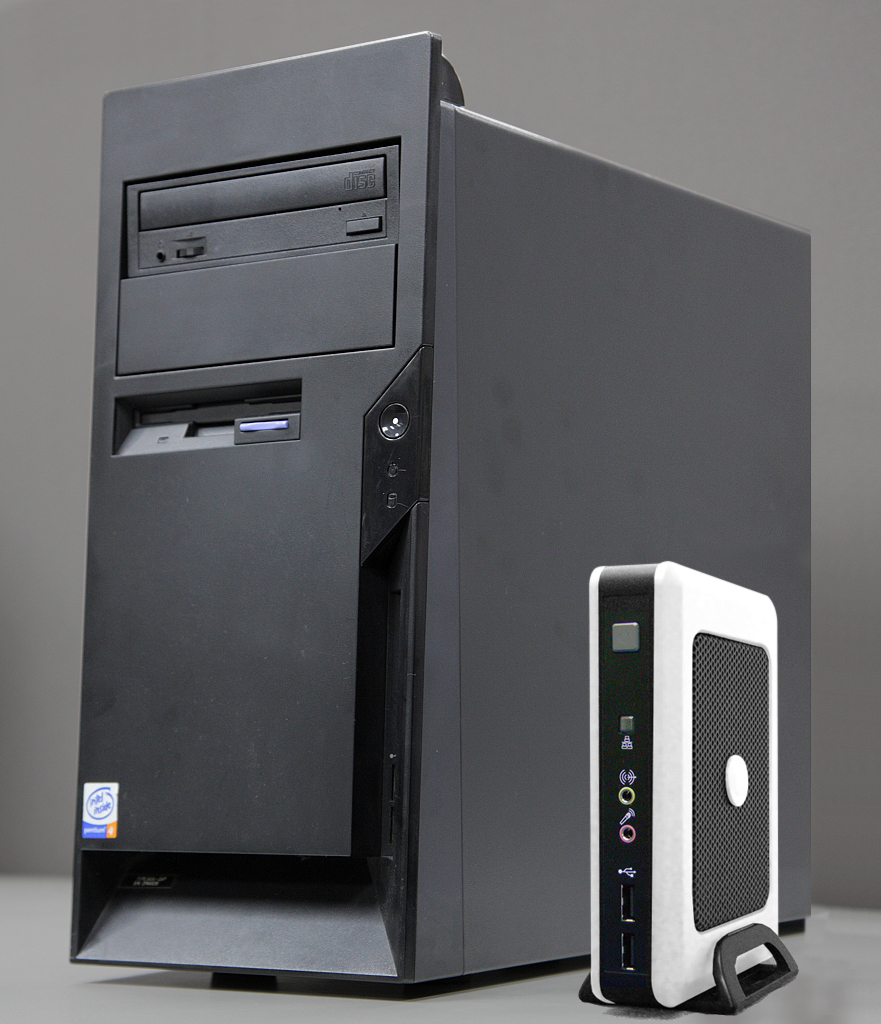
Comparació de mida - PC d'escriptori tradicional vs. Clientron U700.

Un client lleuger (thin client en anglès) és un ordinador amb programari de client en una arquitectura de xarxa client-servidor que depèn primàriament del servidor central per a les tasques de processament, per tant s'enfoca principalment en transportar l'entrada i sortida entre l'usuari i el servidor. En contrast, un client pesat processa tantes dades com sigui possible i només envia i rep les dades per emmagatzemar-les al servidor.
Molts dispositius de client lleuger només fan córrer un navegador web o programari d'escriptori remot, el que significa que tot el processament significatiu es fa al servidor. Però recentment hi ha dispositius venuts com a clients lleugers que poden córrer sistemes operatius complexos, qualificant-los com nodes sense disc o clients híbrids. Alguns clients lleugers també reben el nom de "terminals d'accés".
En conseqüència, el terme "client lleuger", en termes de maquinari, ha vingut abastant qualsevol dispositiu venut o fet servir com a client lleuger en la seva definició original, inclús si les seves capacitats reals són molt més grans.